# ميتشيا
ميتشيا هي قرية تقع في إقليم أراد في رومانيا. تبعد عن أراد 23 كم.

## السكان
حسب إحصائيات 2002 بلغ عدد سكان القرية 6,169 نسمة.